# 三上瓔子
三上 瓔子（みかみ ようこ、1933年6月18日 - ）は、東京都出身の日本の女優。かつてはグループりんどう、紫苑プロ、テアトル・エコー、希楽星に所属していた。身長160 cm。体重52 kg。特技は日本舞踊（藤間流）、手話、東北弁。

## 出演

### テレビドラマ
- 「渥美清の泣いてたまるか」第32話（1967年2月5日、TBS）[5]
- 「特別機動捜査隊」（テレビ朝日）
  - 第321話「八人の女」（1967年12月20日） - 団地の住人 役[6]
  - 第417話「美しい町の天使たち」（1969年10月29日） - おかみ 役[7]
- 「三匹の侍」第6シリーズ 第5話（1968年10月31日、フジテレビ）[8]
- 「大江戸捜査網」第3シリーズ（テレビ東京）
  - 第255話「哀しき盗っ人の恩返し」（1978年9月30日）[9]
  - 第267話「笑いを売る謎の男」（1978年12月23日）[10]
  - 第449話「尼僧が誘う 妖艶やわ肌蜘蛛」（1982年7月17日） - 内儀 役[11]
  - 第492話「夫婦崩壊! 妻が酒に溺れる時」（1983年5月21日）[12]
- 「新五捕物帳」（日本テレビ）
  - 第64話「禁じられた十手」（1979年3月27日）[13]
  - 第107話「扇絵残照」（1980年5月6日） - 女中 役[14]
- 「太陽にほえろ!」（日本テレビ）
  - 第349話「見知らぬ乗客」（1979年4月6日） - 句会メンバー 役[15]
  - 第416話「ゴリさんが殺人犯?」（1980年7月25日） - きよみのママ 役[16]
  - 第437話「ニセモノ・ほんもの」（1980年12月19日）[17]
  - 第467話「スコッチ非情」（1981年7月24日）[18]
  - 第526話「井川刑事着任!」（1982年10月8日） - 「庄屋」女将 役[19]
- 「江戸を斬るIV」第9話（1979年4月9日、TBS）[20]
- 「伝七捕物帳」第12話（1979年4月29日、テレビ朝日） - 太一の母 役[21]
- 「そば屋梅吉捕物帳」第8話（1979年11月14日、テレビ東京） - 女中 役[22]
- 「バトルフィーバーJ」第46話（1979年12月15日、テレビ朝日） - 井川卓郎の母 役
- 「江戸の牙」第15話（1980年1月8日、テレビ朝日）[23]
- 「ミラクルガール」第6話（1980年4月28日、テレビ東京）
- 「同心部屋御用帳 新・江戸の旋風」第30話（1980年8月21日、フジテレビ）[24]
- 「旅がらす事件帖」第7話（1980年11月18日、フジテレビ）[25]
- 「鬼平犯科帳'81」第11話（1981年6月23日、テレビ朝日）[26]
- 「文吾捕物帳」第3話（1981年11月3日、テレビ朝日）[27]
- 時代劇スペシャル 「十六文からす堂 江戸占い謎を斬る」（1982年7月16日、フジテレビ）[28]
- 「右門捕物帖」最終話（1983年9月6日、日本テレビ）
- ザ・ドラマチックナイト「細雪 -友禅殺人事件-」（1988年3月11日、フジテレビ）[29]
- 「世にも奇妙な物語」「復讐クラブ」（1991年1月3日、フジテレビ）[30]
- 連続テレビ小説（NHK）
  - 「君の名は」第164話（1991年10月8日） - 仲居 役[31]
  - 「かりん」第99話（1994年2月1日） - 仲人 役[32]
  - 「春よ、来い」第76話・第78話（1995年1月4日・1月6日）[33]
  - 「私の青空」（2000年4月3日 - 9月30日）
- 月曜ドラマスペシャル（TBS）
  - 「向田邦子シリーズ」
    - 「向田邦子新春スペシャル・華燭」（1992年1月6日）[34]
    - 「向田邦子新春シリーズ・いとこ同志」（1994年1月10日）[35]

  - 「恋文」（1992年12月7日）[36]
  - 「十津川警部シリーズ」
    - 第8作「伊豆海岸殺人ルート」（1995年3月27日） - 小田悠介の母 役[37][38]
    - 第21作「西伊豆・美しき殺意」（2001年1月8日） - 伊豆旅館の女将 役[39][40]
- 「並木家の人々」第1話（1993年1月14日、フジテレビ）[41]
- 土曜ワイド劇場（テレビ朝日）
  - 「完全犯罪の使者」（1993年2月13日）[42]
  - 「危険な再会」（1996年6月15日）[43]
  - 「混浴露天風呂連続殺人」第22作（2002年12月21日） - アヤノ 役[44]
  - 「西村京太郎トラベルミステリー」第38作（2003年1月4日）[45]
  - 「温泉医ぽっかや診療所事件カルテ」第5作（2006年3月11日） - 安野の患者 役[46]
- 「ジャイアンツ‼︎ プロ野球がやって来る」（1993年4月5日、TBS）[47]
- 「嘘つきは夫婦のはじまり」第10話（1993年6月16日、日本テレビ）[48]
- 「誘惑の夏」（1993年6月28日 - 9月24日、フジテレビ）
- 「年上でもいいじゃない」（1993年9月6日 - 10月29日、TBS）
- 「霧の向こう側」（1993年10月11日 - 11月19日、フジテレビ）
- 「赤い迷宮」第33話（1993年12月15日、TBS）[49]
- 「毎度ゴメンなさぁい」第10話（1994年9月6日、TBS）[50]
- 「お兄ちゃんの選択」第5話（1994年11月6日、TBS）[51]
- 「指輪」（1995年1月4日 - 3月31日、フジテレビ）[52]
- 「セカンド・チャンス」第6話（1995年5月19日、TBS）[53]
- 「新婚なり!」（1995年7月7日 - 9月22日、TBS）[54]
- 「冠婚葬祭部長」（1996年1月7日 - 3月24日、TBS）
- 大河ドラマ「秀吉」（1996年1月7日 - 12月22日、NHK）
- 「真夏の薔薇」（1996年7月1日 - 9月27日、フジテレビ）
- 「コーチ」第1話（1996年7月4日、フジテレビ）[55]
- 「愛がほしい」（1996年9月30日 - 11月29日、TBS）
- 「彼女たちの結婚」（1997年1月9日 - 3月20日、フジテレビ）
- 「マネートークス」第3話（1998年7月21日、日本テレビ）[56]
- 「39歳の秋」（1998年8月31日 - 10月23日、TBS）
- 「燃えろ!!ロボコン」（1999年1月31日 - 2000年1月23日、テレビ朝日）
- 「ロケット・ボーイ」第1話（2001年1月10日、フジテレビ）[57][58]
- 「介護ビジネス」後編（2001年3月17日、NHK）[59]
- 「ゼニゲッチュー!!」第1話（2001年5月20日、日本テレビ）[60]
- 木曜洋画劇場「開幕ベルは華やかに」（2002年1月3日、テレビ東京）[61]
- 「整形美人。」第2話（2002年4月16日、フジテレビ）[62]
- 「恋愛偏差値 彼女の嫌いな彼女」最終話（2002年9月19日、フジテレビ）[63]
- 火曜サスペンス劇場「警部補 佃次郎」第16作（2002年11月12日、日本テレビ） - 和子の母 役
- 金曜エンタテイメント（フジテレビ）
  - 「花村杏介シリーズ 娘道成寺伝説殺人事件」（2002年12月13日） - 家政婦 役[64]
  - 「買物代行人 桃子の事件簿」（2003年4月4日） - 老人 役[65]
  - 「サラリーマン刑事」第4作（2004年3月5日） - 田端の母 役
  - 「京都食い道楽!古本屋探偵ミステリー」第2作（2004年5月28日） - 老人ホームの入居者 役[66]
- 「僕の生きる道」第8話（2003年2月25日、フジテレビ） - 老女 役[67]
- 「クニミツの政」第8話（2003年8月19日、フジテレビ）[68]
- 「温泉へ行こう」第4シリーズ 第32話（2003年10月14日、TBS）
- 「銀座まんまんなか!」第24話（2003年12月18日、TBS）
- 「ダムド・ファイル」another episode（2003年10月17日、名古屋テレビ）[69]
- 「向田邦子の恋文」（2004年1月2日、TBS）[70][71]
- 「サラリーマン金太郎」第4シリーズ 第1話（2004年1月15日、TBS）[72]
- 「コスメの魔法」第16話 - 第20話（2004年1月26日 - 1月30日、TBS） - 早川雪乃 役
- 女と愛とミステリー「殺意の川 ～尼寺説法殺人事件」（2004年2月29日、BSジャパン） - 順心尼の姑 役[73]
- 「ワンダフルライフ」第11話（2004年6月22日、フジテレビ）[74]
- DRAMA COMPLEX（日本テレビ）
  - 「火垂るの墓」（2005年11月1日）[75]
  - 「時代屋の女房」（2006年2月14日）
- 水曜ミステリー9「警察署長・たそがれ正治郎」第2作（2006年3月15日、BSジャパン）
- 「怪談新耳袋 無表情」（2006年7月5日、BS-TBS）[76]

### 映画
- 「笑う大天使」（2006年7月15日） - 一臣の祖母 役